# Улэй-Жоди
Улэй-жоди (кит. трад. 烏累若鞮, упр. 乌累若鞮, пиньинь Wūléi Ruòdī) — шаньюй хунну с 13 год по 18 год. Собственное имя Сянь (устар. Хянь) кит. упр. 咸, пиньинь Xián).
Стал шаньюем благодаря дворцовому управляющему. Реальной властью не обладал. Поощрял хуннов к войне с Ван Маном, потому что хотел отомстить за сына.

## Правление
Заняв трон, Юя сделал восточным лули, Сутухубэня восточным чжуки, брата Лухуня западным чжуки. Из-за частых смертей чжуки-князей Улэй решил, что это наименование несчастливо и заменил титул на сюуй — превосходящий, титул наследника престола. Князь Юньдан отправил посыльного в Сихэ у линии Чжэлусай в уезде Хумэн. Он желал встретиться с Хоциньхоу, родственником Ван Мана для секретных переговоров. От Ван Мана к шаньюю прибыл Ван Ми с подарками: золото, одежда, шёлк. Ван Ми сообщил, что сын Улэя Дэн жив и находится в Китае, убедил выдать военных чиновников Чэнь Ляна, Чжун Да, Чжи Иня — убийц пристава Дао Ху. Их привели вместе с семьями и заключив в железные клетки, отвезли в Китай. Привезённых изменников Ван Ман велел сжечь живьём.
Решив, что мир с хуннами надёжен, а в стране не хватает продовольствия, Ван Ман распустил большинство гарнизонов, кроме войск генералов Ю Цзи и Ду Юя. От посланников Улэй выведал, что Ван Ман обманул его и Дэн умер в Китае. Улэй был непопулярен среди подданных и поэтому опасался открытой войны. Он решил не мешать хуннам нападать на границу, притворяясь, что ни о чём не знает.
В 15 году Ван Ман отправил Ван Си, Увэй Цзяна, Ван Хяня, Фу Яня, Дин Е проводить к шаньюю Чувэйгуси и привезти тело умершего сына шаньюя. Шаньюй выслал навстречу Няня, Шэ. Посланники предлагали хуннским князьям титулы за отказ от набегов и предлагали переделывать имена на китайский лад. Шаньюй на всё согласился, но набеги не прекращались. В целом дипломатические усилия Ван Мана были безрезультатны: безвластный шаньюй не правил своими беспокойными подданными, хотя добились выдачи Чэнь Ляна, чем Ван Ман был доволен и подарил Ван Си 2000 лянов.
В 18 году Улэйжоди умер. На престол взошёл его брат Юй.